# Plačkovci
Plačkovci (bulharsky Плачковци) je město ležící na centrálním severu Bulharska, ve střední Staré planině. Nachází se 5 km jižně od Trjavny, správního střediska stejnojmenné obštiny, a má přibližně 1 400 obyvatel.

## Historie
Ve zdejším průsmyku porazili bulharští vládci Asen a Petr v roce 1190 vojska císaře Izáka II Angela, který se po obnovení Bulharské říše pokusil obnovit byzantskou moc. 
Plačkovci byly roztroušené usedlosti ve zdejším údolí. Po osvobození Bulharska z osmanské nadvlády a zejména po faktickém sjednocení Bulharska v roce 1885 
se část místního obyvatelstva přestěhovala do rovin Východní Rumélie. Zdejší osídlení začalo nabývat na významu až po otevření kamenouhelných dolů a výstavbě úzkorozchodné železnice do Trnova a zejména po roce 1904, kdy byla zahájena výstavba železniční trati Trnovo – Stara Zagora. Tato trať je jednou ze tří, které protínají Starou planinu. Přes hospodářský růst získaly zdejší osady statut vesnice až v roce 1961. V roce 1968 k ní byly připojeny osady Boevci a roku 1969 byly Plačkovci povýšeny na město, přičemž následujícího roku k němu byly připojeny osady Băčevarite, Dolni Conevci, Kovačevci, Minkino, Pungovci, Kăsovci, Nejkovci a Rajnež.

## Obyvatelstvo
Ve městě žije 1 448 obyvatel a je zde trvale hlášeno 1 570 obyvatel. Podle sčítání 1. února 2011 bylo národnostní složení následující:
- Bulhaři: 1 695 (98.7 %)
- Romové: 6 (0.3 %)
- Turci: 4 (0.2 %)
- ostatní: 12 (0.7 %)